# パレスチナのキリスト教

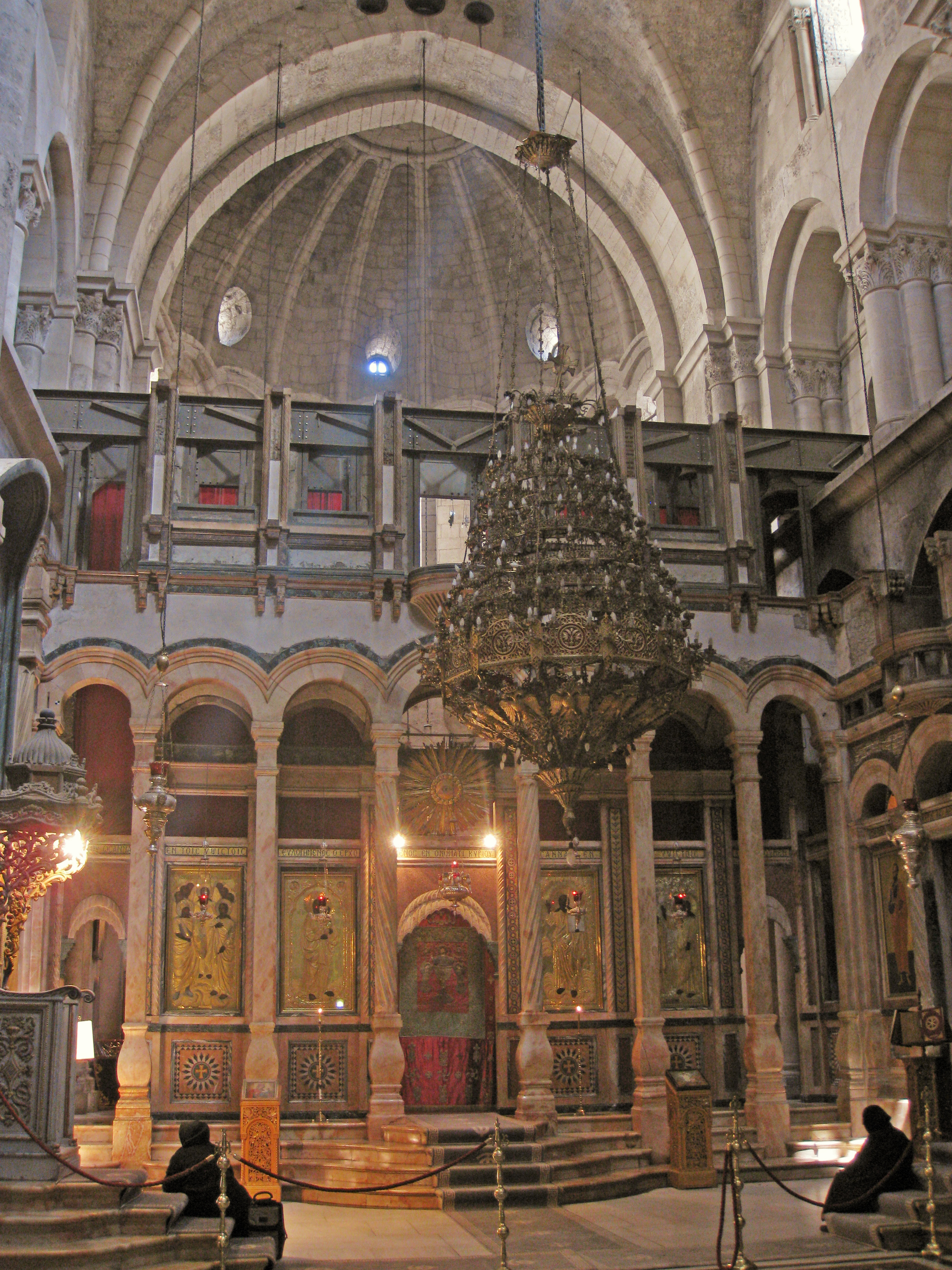
聖墳墓教会（エルサレム旧市街）内観

パレスチナのキリスト教（アラビア語: المسيحية في فلسطين, ラテン文字転写：al-Masīḥīya fī Filasṭīn, アル＝マスィーヒーヤ・フィー・フィラスティーン; ヘブライ語: נצרות בפלסטין, Natsrut bi-Falastin）では、広義のパレスチナ地域、すなわち現在のイスラエル国と、多くがイスラエル政府による占領・実効支配下にあるパレスチナ国（パレスチナ自治区）におけるキリスト教、そしてパレスチナ人キリスト教徒（アラビア語: مسيحيون فلسطينيون, Masihiyun Filastiniyun）について記す。

## 概要

イスラエル・パレスチナのイエスの聖蹟と、キリスト教徒の住む地

エルサレム旧市街とその周辺

ユダヤ教とイスラム教が多数派のイスラエル・パレスチナだが、言わずもがなイエス・キリストの足跡が随所に遺る、キリスト教徒にとっての重要な「聖地」（“The Holy Land”）・巡礼地でもある。現在、イスラエル・パレスチナにはおよそ20万人のパレスチナ人キリスト教徒が住み、世界で最も古いクリスチャン・コミュニティーの子孫である。
1890年代から始まった近代のシオニズム運動（ディアスポラのユダヤ人によるパレスチナ地域への集団移住、およびユダヤ人の支配による「イスラエル国家」再建運動）の隆盛と、その結果としてのイスラエル国建国（1948年）よりもはるか昔から、パレスチナ人（パレスチナ地域に住むアラブ人・すなわちアラビア語を母語とする人々）のキリスト教徒が少なからず住んでいた。
イスラエル・パレスチナ地域をはじめとする中東におけるキリスト教の存在は、当然ながら、古代ローマ帝国時代のイエス・キリストと初代教会にまでさかのぼる。そして、アラビア語話者としてのパレスチナ人キリスト教徒の歴史は、638年、ビザンティン帝国領であったパレスチナ地域が、正統カリフ時代のアラブ・イスラーム勢力の侵攻によってその支配下に入った時に始まる。以後、12世紀～13世紀には十字軍による一時的な支配（エルサレム王国など）もあったが、1922年にイギリス委任統治領パレスチナが成立するまで、長らくイスラム国家の支配下にあった。この地に住んでいた大勢のキリスト教徒は、イスラム教に改宗した者も多いが、キリスト教徒として留まった少なからぬ人々は、次第に宗教以外のアラブ文化を受け入れ、アラビア語話者となっていった。
パレスチナ人キリスト教徒は、最も古く（古代ローマ帝国、あるいはビザンティン帝国の時代）からは東方正教会（ギリシャ正教）のエルサレム総主教庁（現在最多数）やシリア正教会などの東方教会を信奉していたほか、十字軍の影響や聖フランシスコ修道会を中心とする布教によって広まった、ラテン典礼のいわゆるローマ・カトリック教会（代表的な西方教会）や東方典礼カトリック教会（合計するとパレスチナ自治区では最多数）を信奉する人々も多い。ローマ・カトリックに属するイスラエル・パレスチナ各地の教会は、今でも多くがフランシスコ会によって管理されている。また、1833年からイングランド国教会（英国聖公会）を母体とする中東・北アフリカ宣教協会による宣教と、1918年から1948年までの英国統治下の影響によって、聖公会（エルサレム・中東聖公会エルサレム教区）に属するパレスチナ人もいる。
それらに加えて、おもにアルメニア使徒教会のエルサレム総主教区に属するアルメニア人や、コプト正教会を信奉するエジプト人（コプト人）も、古代末期からパレスチナに住んでいた。
シリア、イラクなど他のアラブ世界から迫害を逃れて移住してきたアラブ人キリスト教徒やアッシリア人も、パレスチナ人キリスト教徒のコミュニティーに合流した。（現代では、再び彼らがユダヤ人やイスラム教徒から迫害され、多くのパレスチナ難民を出す結果となった。）
現在、キリストの降誕の地とされるベツレヘム周辺などはパレスチナ自治政府の管轄下であり、オリーブ山やベタニア、そしてキリスト教徒にとって最大の聖地のひとつ「聖墳墓教会」が建つエルサレム旧市街などが含まれる東エルサレム地区もまた、イスラエル政府の実効支配下ながら名目上は「パレスチナ国」（パレスチナ自治区）の領域であり、パレスチナ人を主体とするキリスト教徒が集団で住んでいる。
さらに、イスラエル国の直接統治領とされる領域内にも、イエスの育った町ナザレなどが含まれるガリラヤ地方や、カルメル修道会発祥の地カルメル山近辺などには、やはりパレスチナ人などのキリスト教徒のコミュニティーがある。
また、ヨーロッパやアメリカ州などのキリスト教国から移住したキリスト教徒も住む。（ローマ・カトリック教会の司祭や修道士など一時的な居留者もいる。）
なお、ユダヤ人としての民族意識や諸風習と、ユダヤ教の「律法」や基本教義・儀礼様式を保ちつつ、ナザレのイエスを聖書（タナハ、旧約聖書）の『イザヤ書』などに預言されたメシア（＝キリスト）として認め崇敬する「メシアニック・ジュダイズム」と呼ばれる教派も存在し、2012年時点でイスラエルに推計1～2万人程度、米国を中心とする世界中では推計35万人の信徒を有する。

## 情勢

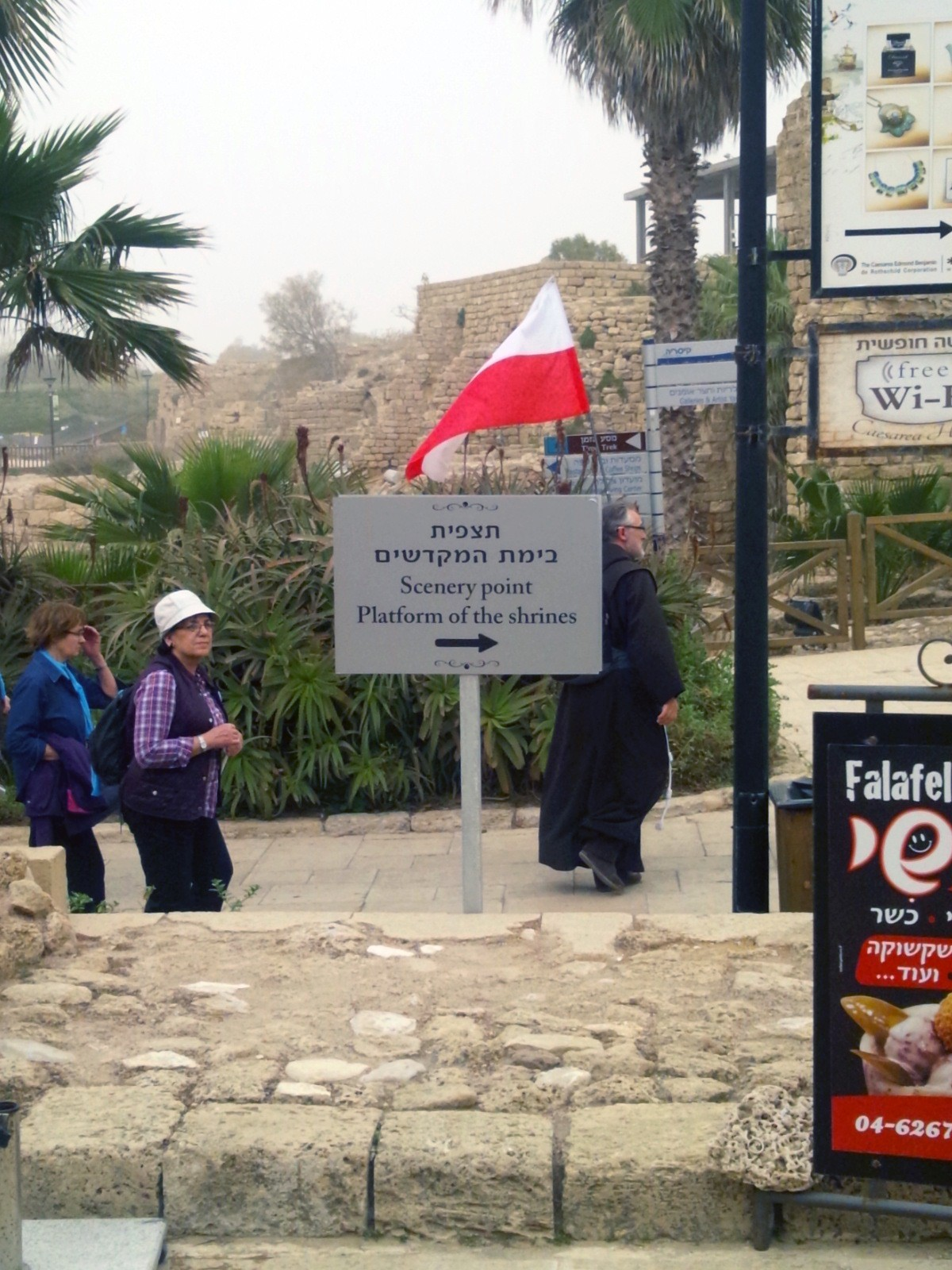
巡礼客を先導するフランシスコ会の修道士（カイサリア）

### パレスチナのキリスト教徒人口
イスラエル・パレスチナ国内に住む人々に加えて、パレスチナ難民やディアスポラ（他国移住者）、またパレスチナ人キリスト教徒を祖先の一部とする者を含む広義のパレスチナ人キリスト教徒は、2000年の時点で世界中で推定50万人がいるとされる。
イスラエル直轄領土のキリスト教徒は、在来のアラブ系住民（パレスチナ人）と、一部のキリスト教シオニストを含む移民の混合体である。イスラエル政府の統計によると、1990年代には、ユダヤ人とともにイスラエルに移住したロシア人およびソビエト連邦構成国の諸民族と、エチオピア人移民を含む144,000人のイスラエル人（イスラエル国籍に属し、おもにヘブライ語を話す人々）および、117,000人のパレスチナ人がキリスト教徒であるとされる。また2009年時点の同統計では、イスラエルには約154,000人のキリスト教徒がおり、人口の約2.1%に相当する。そのうち約80%はアラブ系パレスチナ人で、残りは非アラブ系の移民であり、後者のほとんどが1990年代初頭にソビエト連邦から移住してきたユダヤ人の配偶者である。イエスの育った町ナザレでは、2012年時点で約72,000人の住民の大多数がパレスチナ人（アラブ系）だが、そのうちキリスト教徒は約22,000人で、1945年には人口の約60%を占めていたが、約30%にまで減少している。
対して、パレスチナ自治区（パレスチナ国）、ことにイスラエル占領地におけるキリスト教徒人口に関する公式の統計はないが、ルター派の超教派機関「ディヤール・コンソーシアム」（Diyar Consortium）によると、（恐らく2012年かそれ以前の近い時点で、）パレスチナ自治区には51,710人のキリスト教徒がおり、ヨルダン川西岸地区（東エルサレムを含む）の人口の約2％を占めている。ガザ地区のキリスト教徒人口は推定3,000人で、人口の1％に満たない。

### イスラエル・パレスチナ両政府による迫害
同じアラブ人（アラビア語話者）同士として古くからイスラム教徒（ムスリム）と共存し、「聖地」を脈々と守り継いできたパレスチナ人キリスト教徒だが、現代ではイスラエルとパレスチナの両政府、ユダヤ教徒とイスラム教徒の両者から迫害を受ける立場となってしまった。
パレスチナ自治区においては、2004年にイスラム原理主義組織ハマス党がパレスチナ自治政府の政権を掌握して以来、非イスラム教徒に対する不寛容が高まり、パレスチナ人キリスト教徒は深刻な危機に晒されている。2006年のニュースによると、過去40年間でヨルダン川西岸地区のキリスト教徒の人口は約20%から2%未満にまで減少したという。当時と現在のほとんどのキリスト教徒はパレスチナ人である。この減少は、イスラエルによる占領と抑圧、またユダヤ人の大量入殖による実効支配の既成事実化と、パレスチナ人の間でイスラーム過激派が増加した結果である。イスラム教徒やユダヤ人に比べて低い出生率も減少の一因である。
他方、イスラエル政府の支配下にあるパレスチナ人キリスト教徒も、土地の所有権から住居や雇用の権利などに至るまで、他の非ユダヤ人と同じように、広範囲にわたる公式および非公式の差別に苦しんでいる。1948年のイスラエル建国時には、パレスチナ人への集中攻撃と75万人もの大量追放が行われ、その中にはアッシリア人やアルメニア人なども含む多くの中東系キリスト教徒が含まれていた。1967年の第三次中東戦争で、イスラエルがヨルダン川西岸地区と東エルサレムを占領した際に、イスラエル政府はエルサレム旧市街のシリア人街区の大部分を破壊してユダヤ人街区を拡張し、数百人のシリア系キリスト教徒（アッシリア人）を追放した。
1993年以来、イスラエル政府実効支配下の地とパレスチナ自治政府管轄下の地の間には壁や柵などの物理的障壁と検問所が設置され、パレスチナ人（ことにパレスチナ自治政府籍の人々）は厳しい移動の制限が課され、イスラエル占領下の東エルサレムの聖墳墓教会やイスラエル領内のナザレなどへ、また逆にイスラエル領内に住む者はパレスチナ自治政府管轄下のベツレヘムなどへ、たとえ巡礼のためであっても自由に往来ができなくなっている。2011年4月には、15,000人のパレスチナ人キリスト教徒が、エルサレム旧市街に建つ聖墳墓教会などで復活祭を祝うために、イスラエル占領下の東エルサレムに入域する許可を申請したが、イスラエル政府はそのうちの約2,500人しか許可を出さなかった。
イスラエルと国交のある国々からの外国人の観光・巡礼客は、貴重な収入源となる観光産業のため基本的には往来が許可されるが、観光バスの運転手やツアーガイド（巡礼者の先導）は、比較的移動の自由が認められているイスラエル国籍のキリスト教徒や、フランシスコ会の修道士ほか外国人の一時的居留者などが務めることが多い。

### 諸外国のキリスト教会の見解
世界のキリスト教諸教派の一部、特に米国の福音派プロテスタントなど原理主義的傾向の強い教会は、多くがいわゆる「旧教」（東方教会、カトリック教会など）の信徒であるパレスチナ人キリスト教徒の実情には無関心で、イスラエルのユダヤ教徒との交流を深めたり、反イスラーム的姿勢、またイスラエル政府をえこひいきするような論調を取って（このような姿勢は「クリスチャン・シオニズム」と呼ばれる）、結果的にはイスラエル政府によるパレスチナ人抑圧に加担している。
（2020年）８月１３日、世界に歓喜が走るような明るいニュースが流れた。米国の仲介のもとイスラエルとアラブ首長国連邦（ＵＡＥ）の国交樹立の取り決めがなされたのだ。
……今回の合意には米福音派の影響があったことをトランプ大統領は隠さなかった。
米国人の３０〜３５％が福音派信者といわれるが、ピューリサーチセンターの最新の調査によれば、その７２％がトランプ大統領のイスラエル・パレスチナ間の中東政策には偏りがないと見ている。それら福音派の人々の大半は、イスラエルの建国は終末時代の聖書預言の成就と捉えているのだ。
……中東でイスラエルの存在を認めつつ和平が進行しており、このために祈ってきた世界中の聖書的キリスト者は大いに喜んでいる。イサクとイシュマエル、アブラハムの末たる彼らの救霊と和解がさらに進むよう祈っていただきたい。—クリスチャントゥデイ－2020年9月4日
このような動向に対して、パレスチナ政府と多くのパレスチナ人は、イスラエルによるパレスチナ自治区の占領と分断、そしてパレスチナ人に対する抑圧を黙認・助長することにつながる、実利を優先した「同朋の裏切り行為」であると捉えて反感を持っている。
一方で、パレスチナ人信徒を大勢抱えるカトリック教会は、近現代の歴代ローマ教皇たちがシオニズム批判を大々的に行ってきた。バチカン市国は1993年までイスラエルと国交がなかった。また、この地にアングリカン・コミュニオンの管区・教区を持つ聖公会も、パレスチナ人に対して同情的な姿勢を取ることが多い。
なお、イスラエルや諸外国のユダヤ人の間でも、シオニズムに対する見解は様々で、ユダヤ教超正統派（ハレーディーム）と呼ばれる人々を中心に、シオニズムとイスラエル政府に対する批判的見解が少なからずある。いわく、イスラエル国家の再建があるとすれば、それは完全に神の摂理によって、すなわちメシアの到来によって為されるべきことであり、政治的・武力的手段によって（ことに、世俗的なユダヤ人が中心となって）建てられた現イスラエル国は「反メシア的」であるという見解である。

## 分布と教派別人口
| イスラエル・パレスチナにおけるキリスト教徒の分布 |          |                    | |
| 国・地域                                         | 全人口   | キリスト教徒の割合 | 教派別人口の内訳 |
| パレスチナ （ヨルダン川西岸地区 およびガザ地区） | 400万人  | 20% → 2% ?         | ・正教会（ギリシャ正教）：35,000人 ・メルキト・ギリシャ典礼カトリック教会：30,000人 ・ローマ・カトリック教会（ラテン典礼）：25,000人 ・アルメニア使徒教会：一定数 ・エチオピア正教会：一定数 ・聖公会：一定数 ・コプト正教会：少数 ・シリア正教会：少数 ・マロン典礼カトリック教会：少数 ・その他の東方教会、東方典礼カトリック教会：少数 ・プロテスタント（ルター派など）：少数 |
| イスラエル                                       | 782万人? | 2% ?               | ・正教会（ギリシャ正教）：115,000人 ・メルキト・ギリシャ典礼カトリック教会：30,000人 ・ローマ・カトリック教会（ラテン典礼）：20,000人 ・アルメニア使徒教会：4,000人 ・聖公会：3,000人 ・シリア正教会：2,000人 ・その他東方教会・東方典礼カトリック教会：少数 ・プロテスタントなど：少数                                                                                          |

## キリスト教徒が住む地域とおもな聖地・教会
エルサレムとその近辺
- 東エルサレム[* 1]
  - エルサレム旧市街 - 聖墳墓教会、聖ヤコブ主教座聖堂、ヴィア・ドロローサ[注 13]
  - 園の墓 - 聖公会や一部のプロテスタントによってイエスの埋葬と復活の場所とされる地
  - 聖ジョージ大聖堂 - エルサレム・中東聖公会主教座聖堂
  - オリーブ山 - ゲツセマネの園、主の祈りの教会、マグダラのマリア教会、聖母マリア墳墓教会
  - ベタニア（アル＝エイザリヤ） - 聖ラザロ教会（英語版）
- エン・カレム（西エルサレム地区） - 洗礼者ヨハネ誕生教会、訪問教会
- ベツレヘム[* 2] - 降誕教会、聖母の乳の洞窟（ミルク・グロット）、羊飼いの野礼拝堂（英語版）
  - ベイト・ジャラ（英語版）[* 2] - ベツレヘム近郊の町、人口の約80%（10,700人あまり）がキリスト教徒（おもにギリシャ正教）

ガリラヤ地方
- ナザレ - 受胎告知教会、生神女福音教会（英語版）
- カナ（クファル・カナ） - カナの婚礼教会（英語版）
- タボル山 - 「主の変容」の山
- ガリラヤ湖（ティベリアス湖）畔
  - カペナウム（カファルナウム） - 七使徒聖堂、至福の教え教会（山上の垂訓教会）
  - ティベリア（ティベリアス） - 聖ペトロ教会（英語版）

その他
- カルメル山近辺 - ハイファのステラ・マリス修道院（英語版）[注 14]
- ナーブルス（シェケム）[* 2] - ヤコブの泉
- ラマッラー[* 2]（パレスチナ国の事実上の首都） - 16世紀にアラブ人キリスト教徒が建設した街
- エリコ[* 2] - 誘惑の山・誘惑の修道院、聖ゲオルギオス修道院 (ワジケルト)
  - カスル・エル・ヤフド - イエスの洗礼の地とされるヨルダン川の河岸[注 15]
- ヤッファ - 皮なめしのシモンの家

＊注釈
1. ↑  名目上はパレスチナ国（パレスチナ自治区）の範囲内だが、現在はイスラエル政府による占領・実効支配下にある。
2. 1 2 3 4 5  パレスチナ自治政府管轄地。

※特に注記がないものはイスラエル国の直轄地。

### ギャラリー：教会とキリスト教徒地区の風景

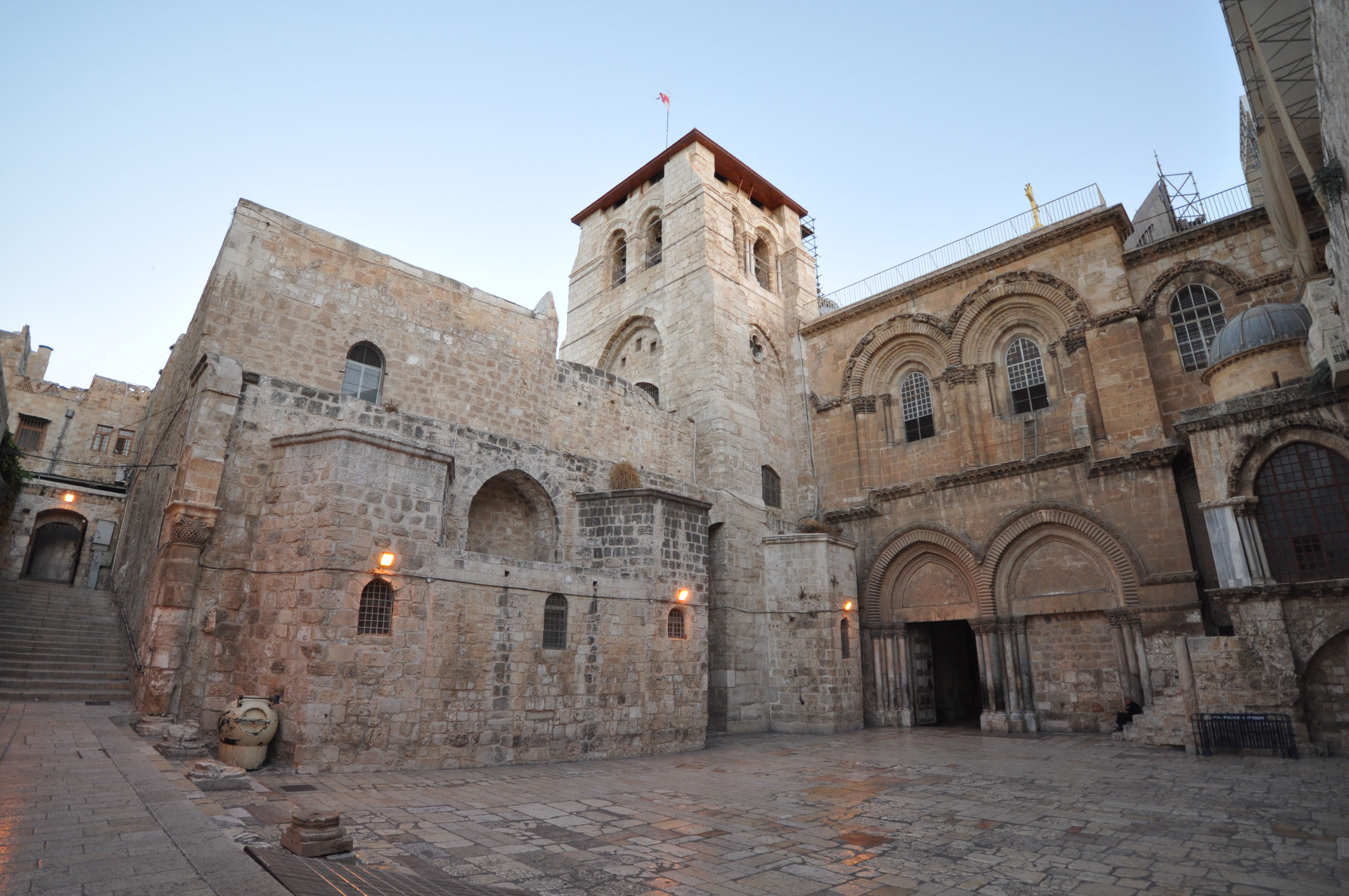
聖墳墓教会 - イエスの磔刑と復活の地とされ、特に重要な聖地
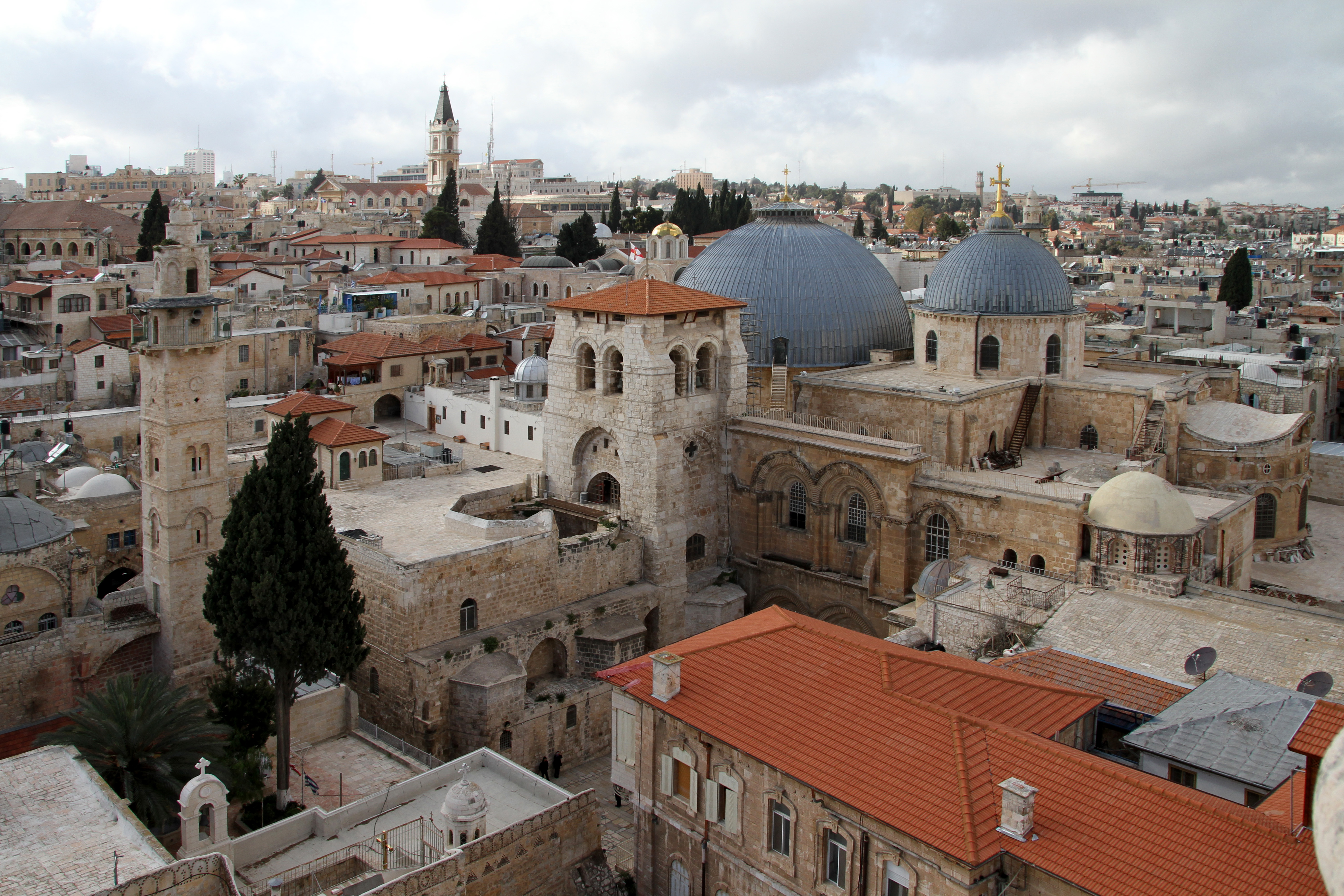
聖墳墓教会の俯瞰 - ギリシャ正教を中心に複数教派の合同管理
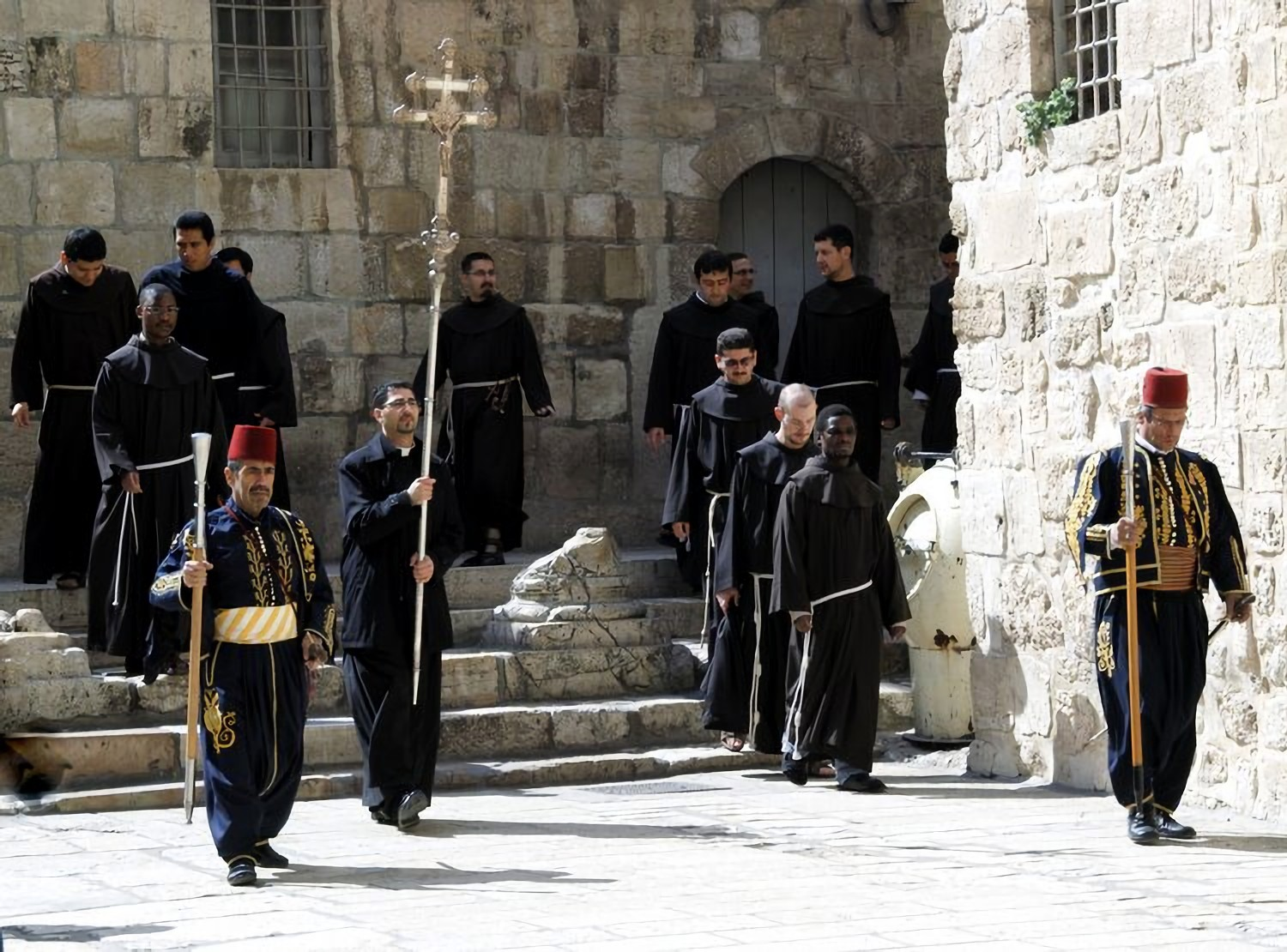
中立のためムスリムが先導し聖墳墓教会に入るフランシスコ会士
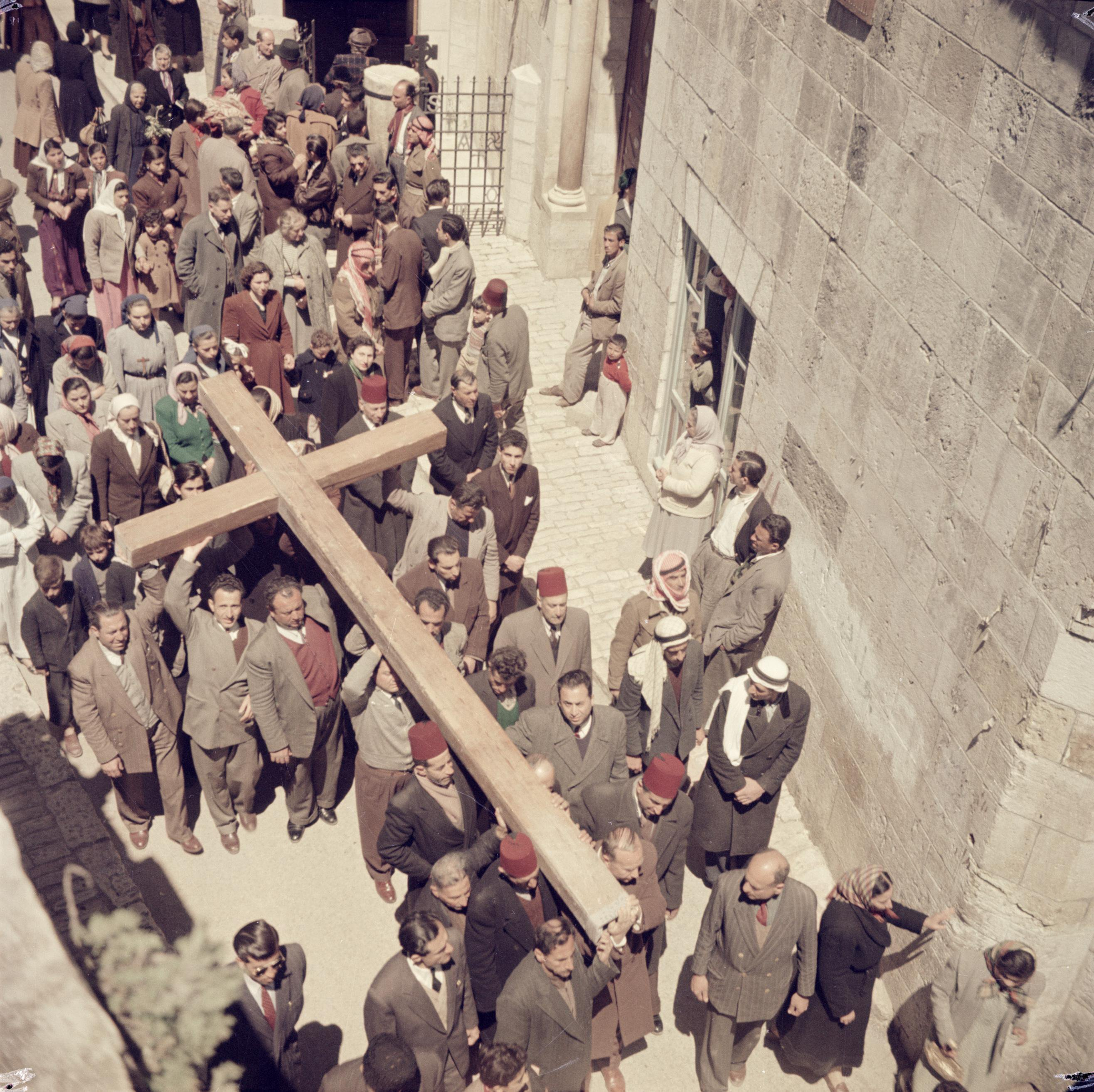
ヴィア・ドロローサ [注 13]での｢十字架の道行き｣(1950年)
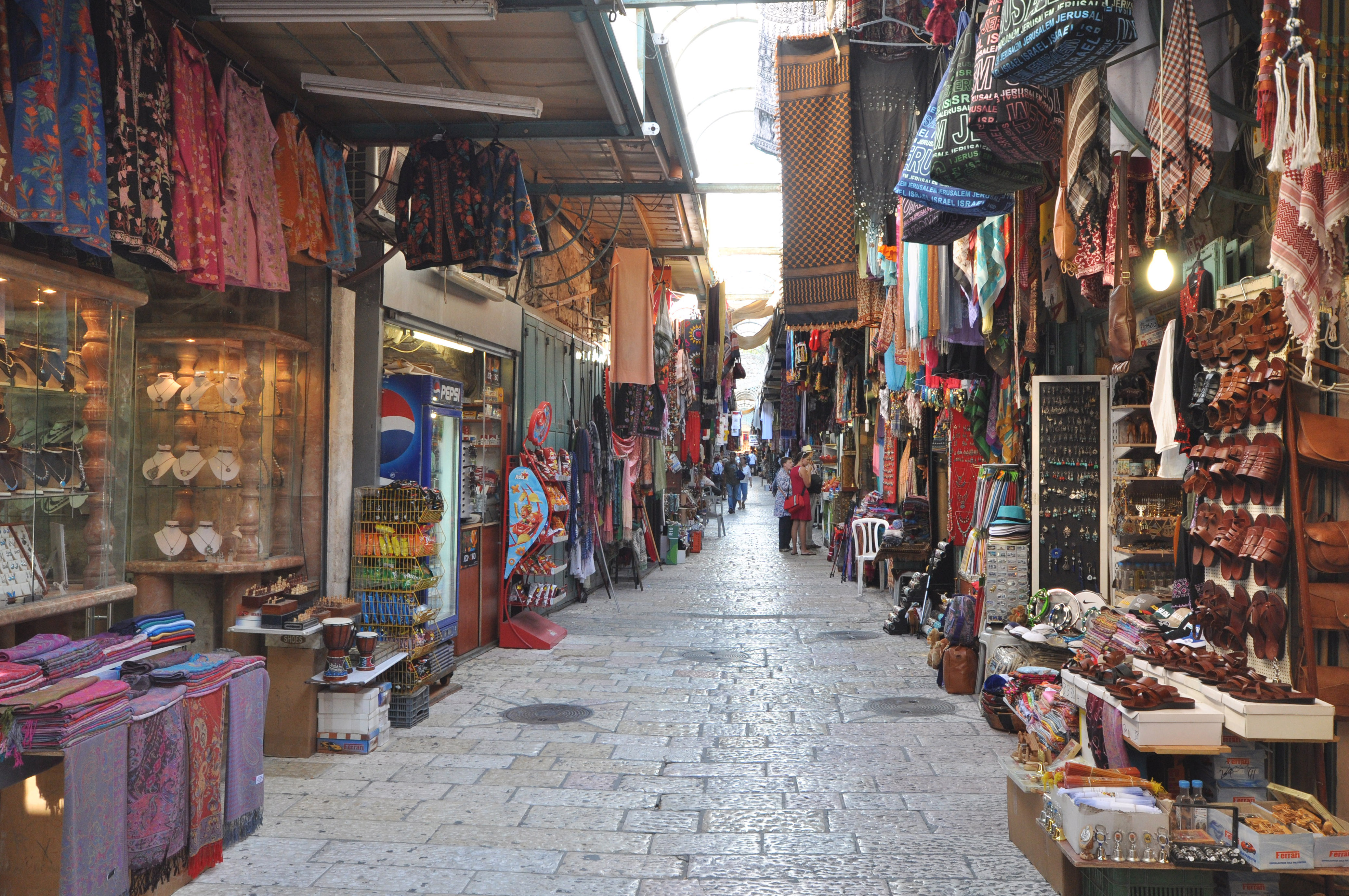
エルサレム旧市街のキリスト教徒街区 - アラブ的なバザール
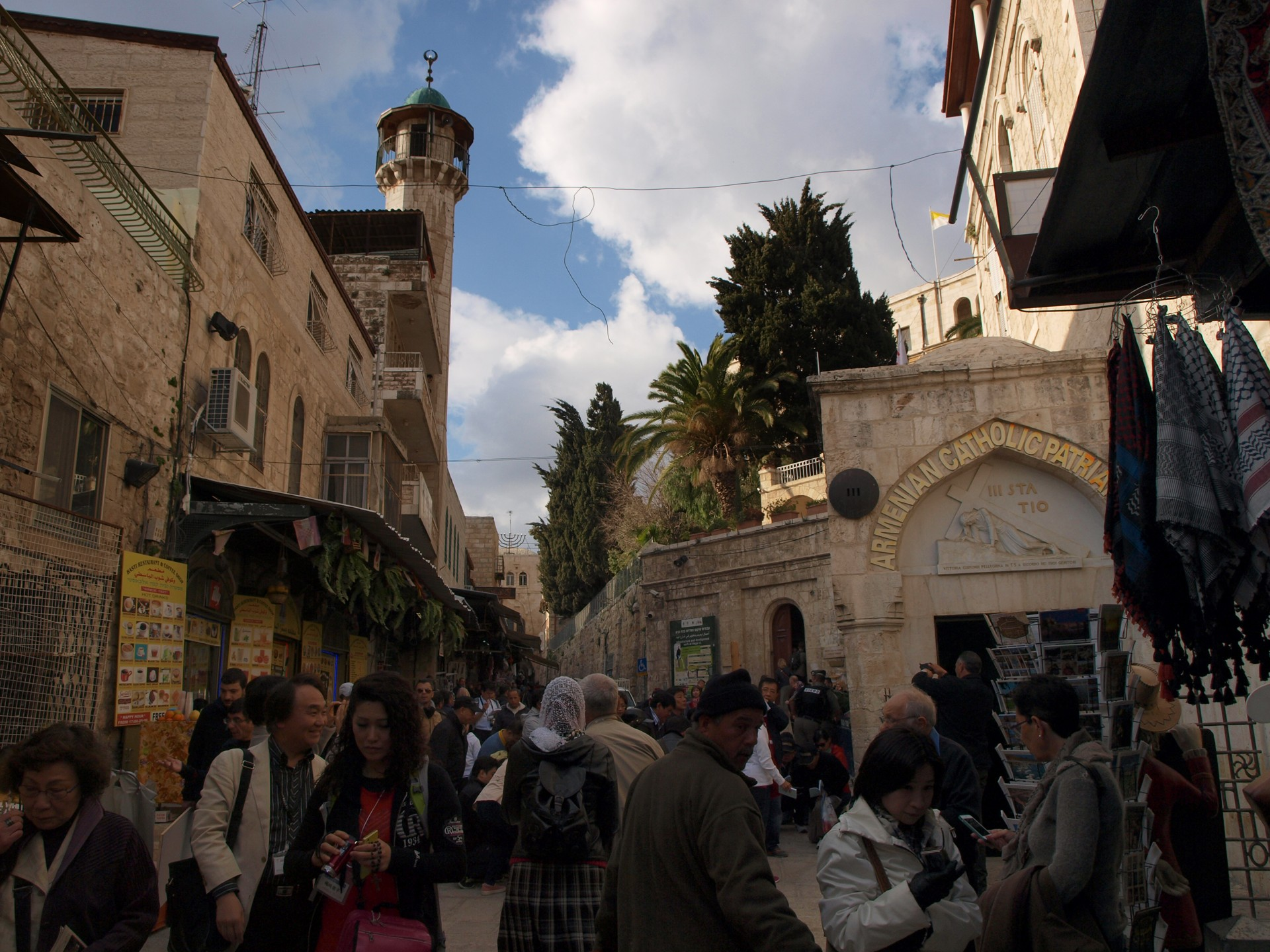
教会,モスク,シナゴーグが並び建つエルサレム旧市街[注 16]
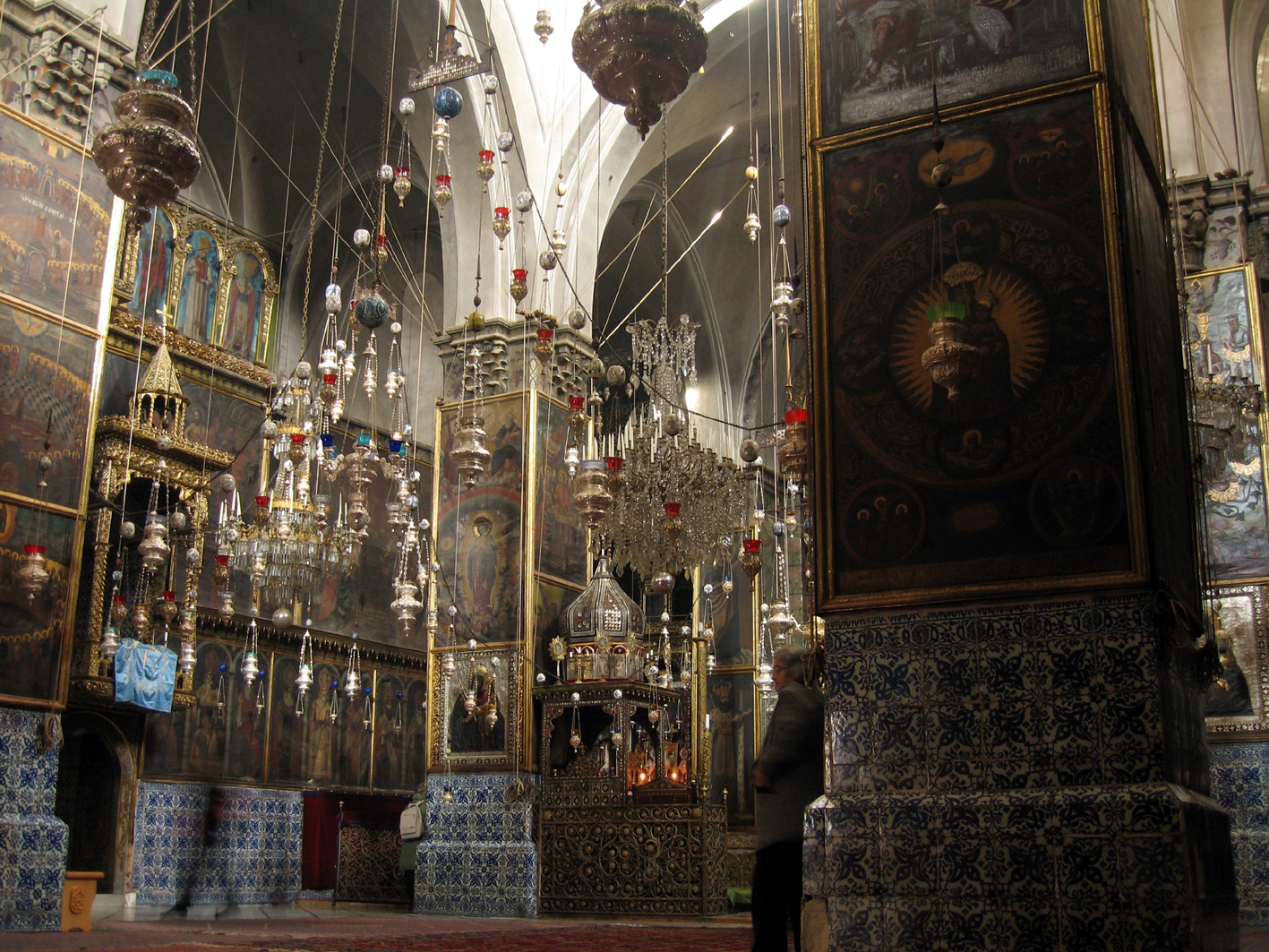
聖ヤコブ主教座聖堂 - エルサレムのアルメニア使徒教会総主教座
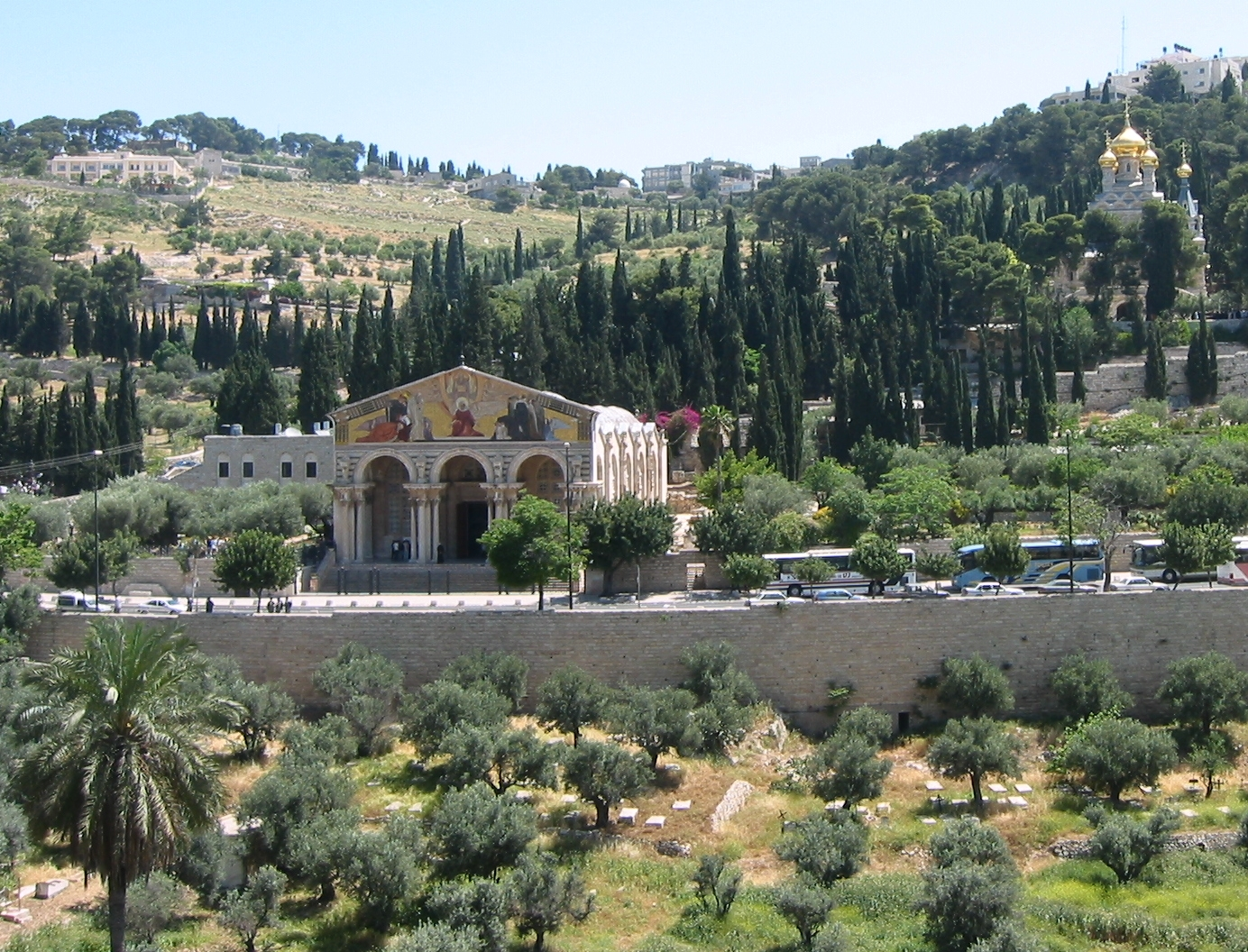
ゲツセマネの園からオリーブ山北西麓を見上げて[注 17]
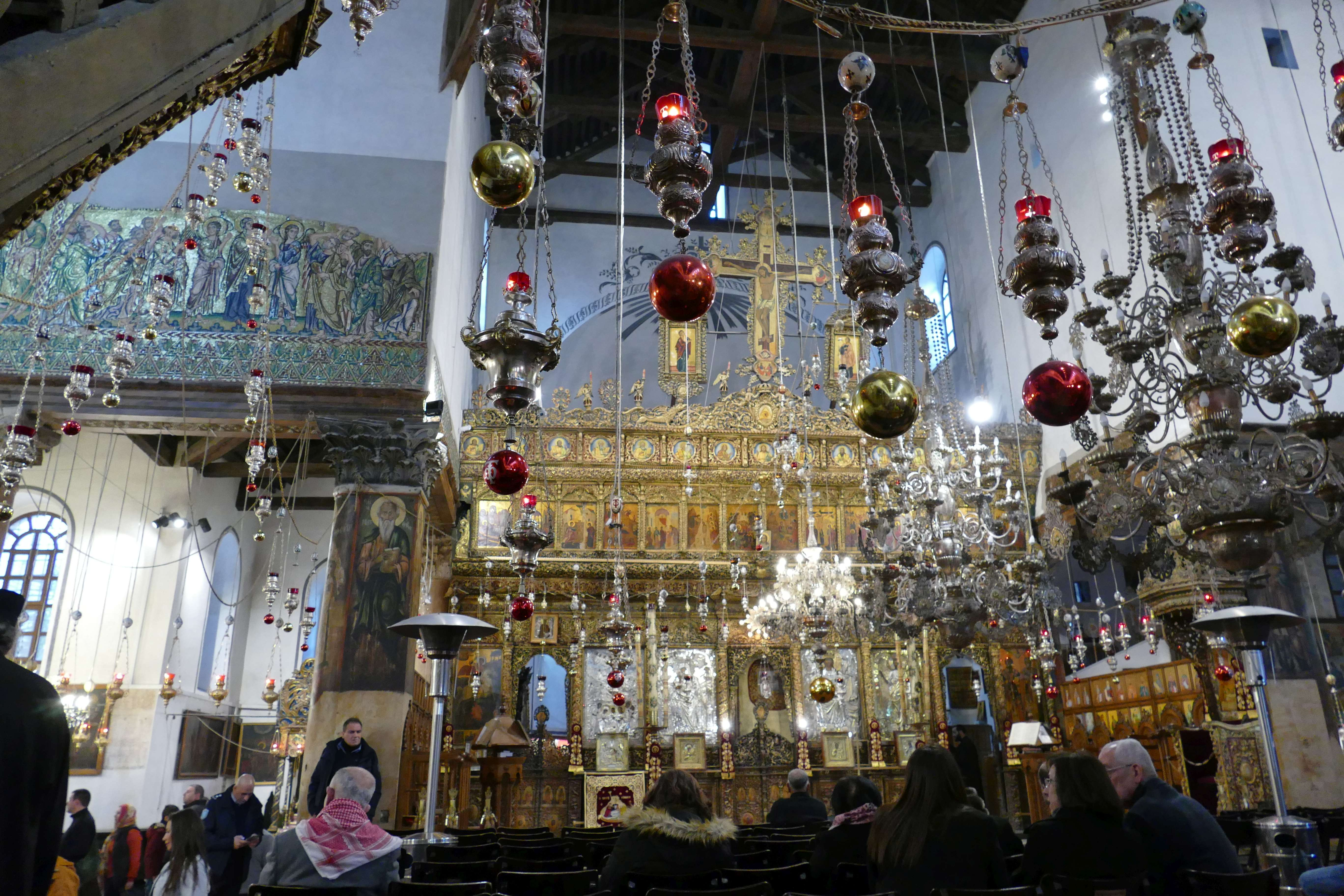
ベツレヘム降誕教会 - 正教,アルメニアン,カトリックの共同管理
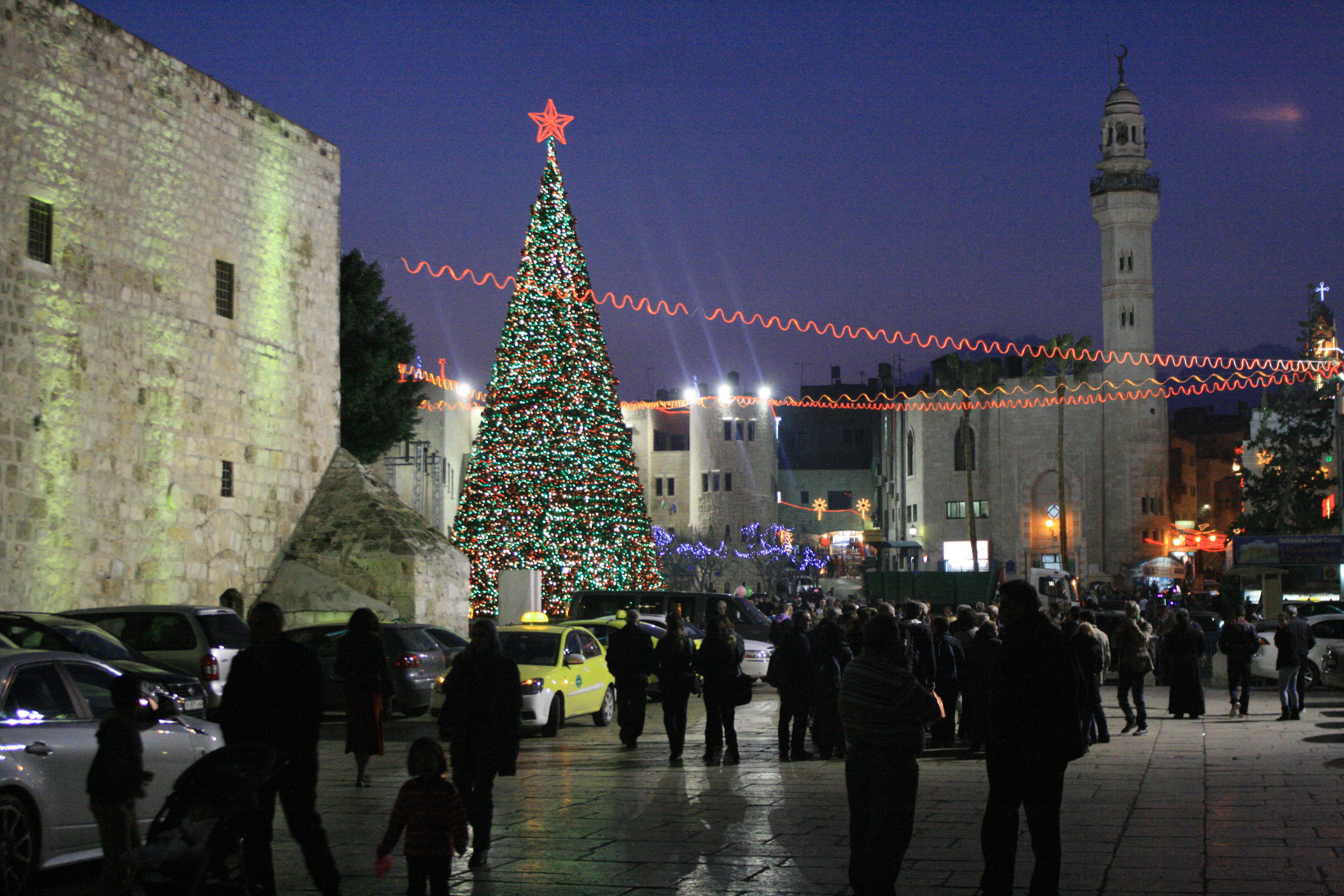
降誕節のベツレヘム降誕教会前 - 向かいにモスクも並び建つ
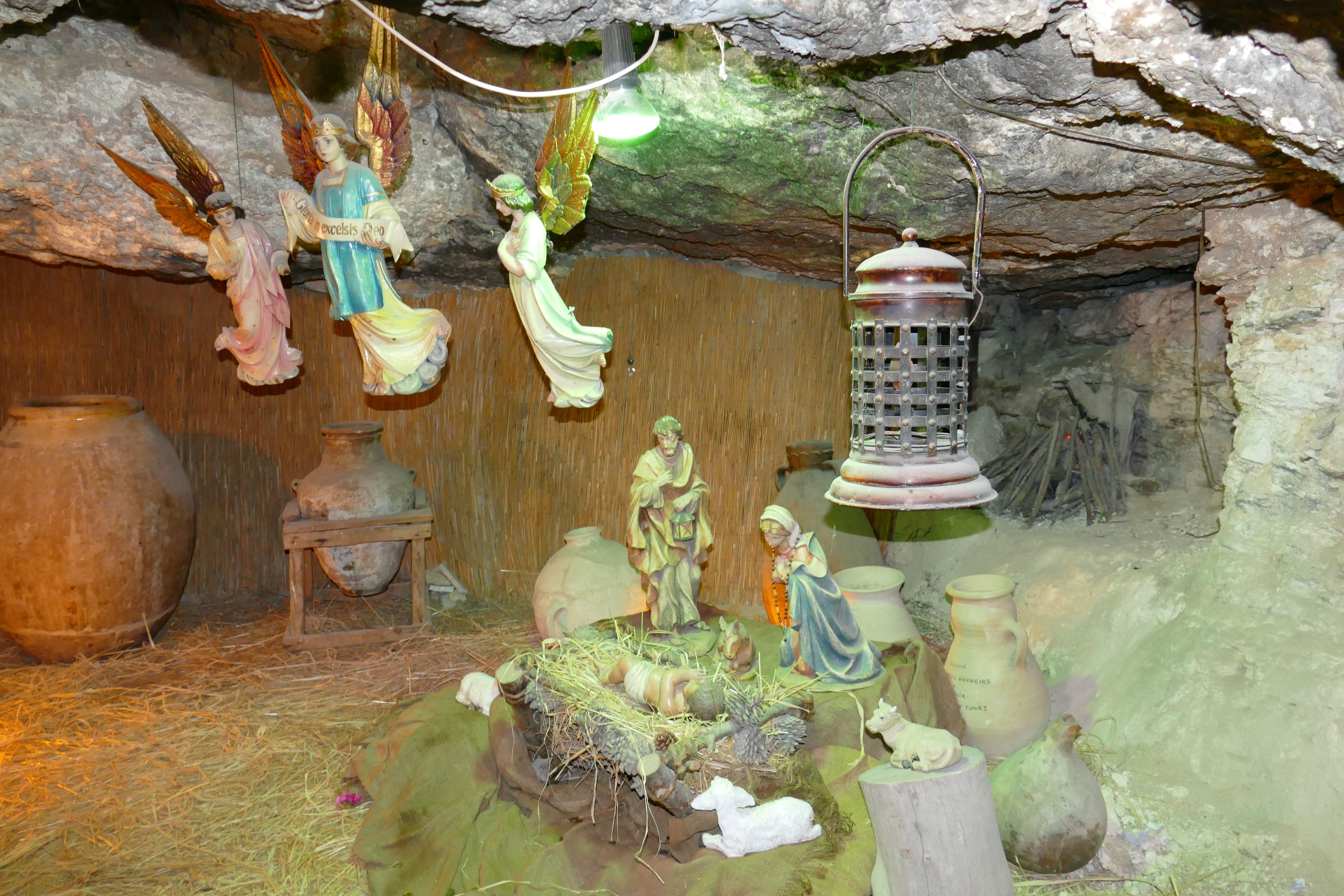
ベツレヘム羊飼いの野礼拝堂（英語版）の「降誕場面」[注 18]
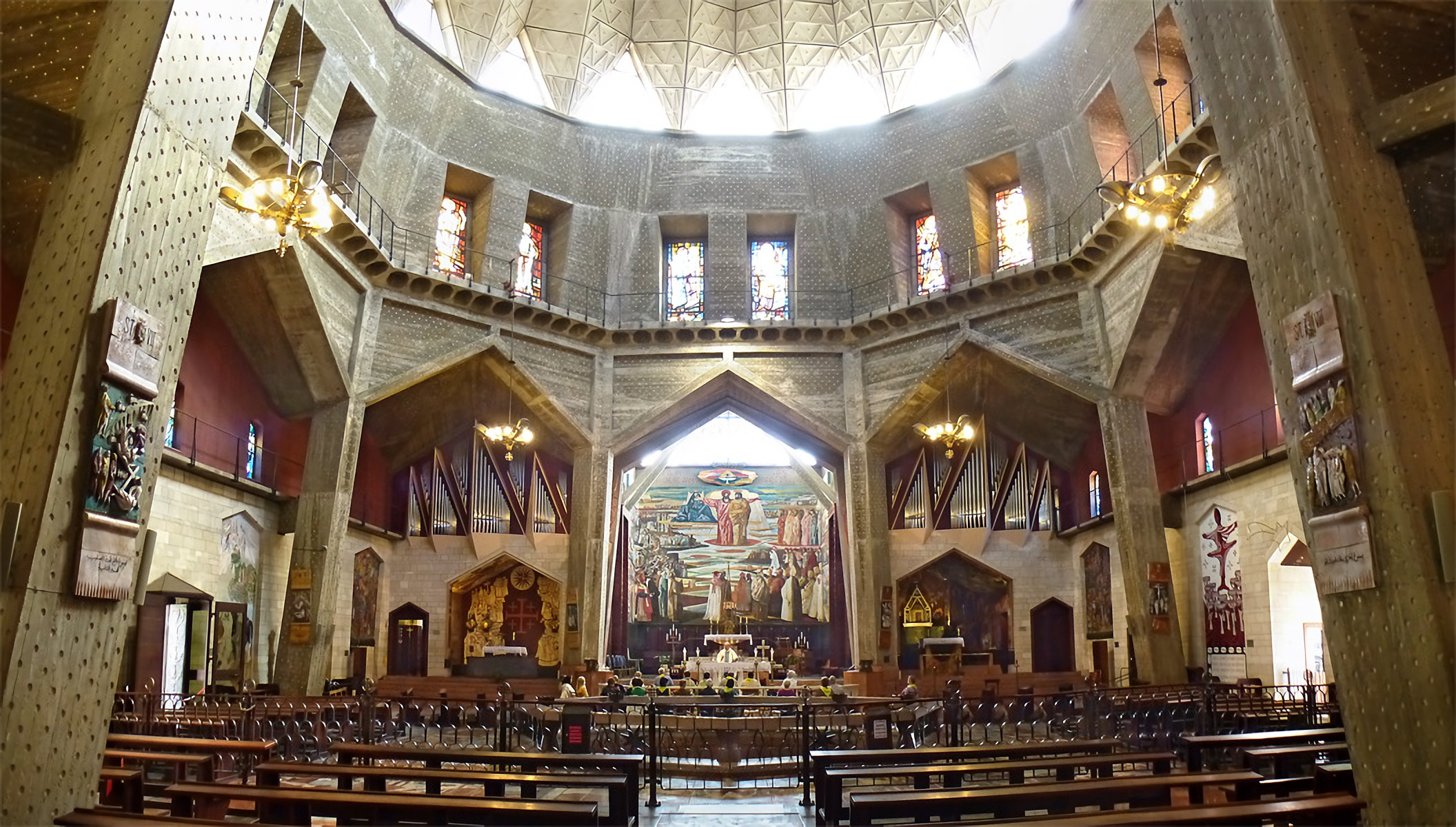
ナザレの受胎告知教会(カトリック) - 聖母マリア受胎告知の地
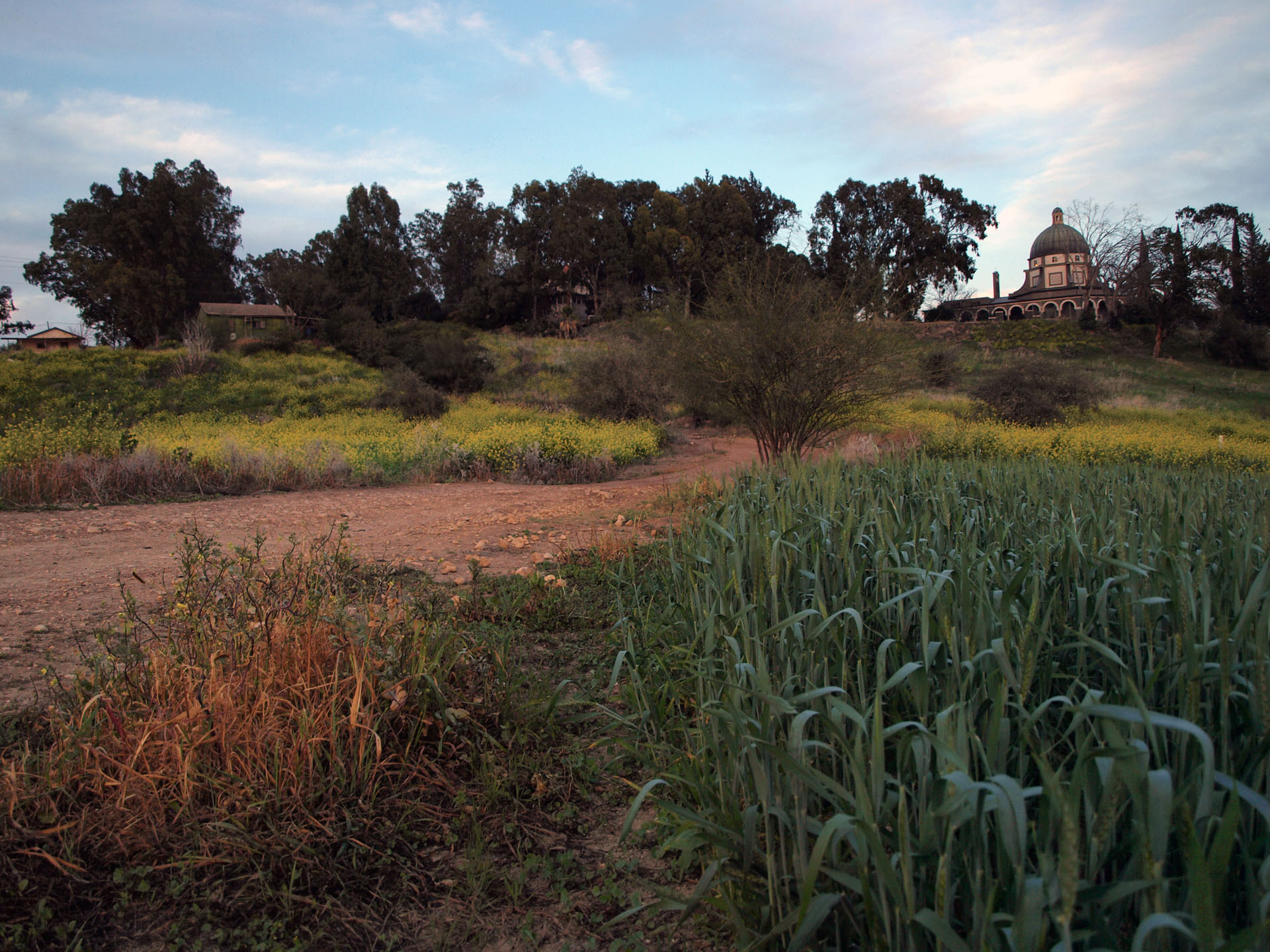
至福の教え教会付近 - 菜の花や野生の麦が生える豊かな自然
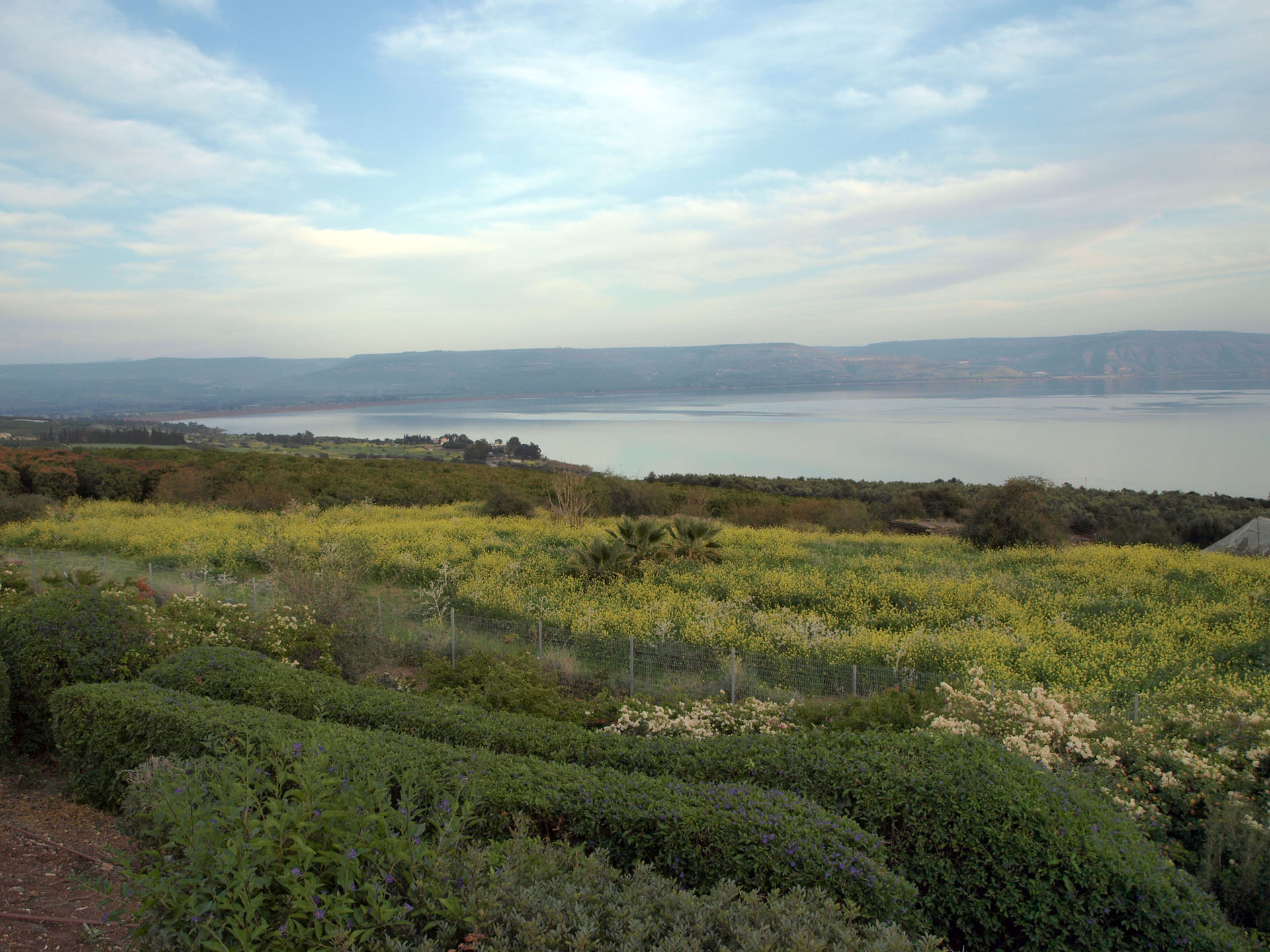
｢ガリラヤの風薫る丘｣ - 至福の教え教会から見下ろすガリラヤ湖

## 著名なパレスチナ人キリスト教徒
- アズミー・ビシャーラ - イスラエルの政治家・作家。ナザレ出身、カトリック信徒。
- エリア・スレイマン - イスラエルの映画監督・俳優。ナザレ出身、ギリシャ正教徒。
- ヤクーブ・シャヒーン - パレスチナの歌手。ベツレヘム出身、アッシリア系[注 9]パレスチナ人（シリア正教会[注 4]信徒）[7][16]。